# غايمار الثالث أمير ساليرنو
غايمار الثالث (تقريبًا 983 - 1027) دوق أو أمير ساليرنو من 994 وحتى وفاته. يرد تاريخ وفاته في بعض الأحيان في أعوام 1030 أو 1031، لكن معظم المصادر الموثوقة تشير باستمرار إلى 1027. تحت حكمه، دخلت عصر ساليرنو بهاء عظيم. تبعت له أمالفي وجيتا ووسورينتو وضم الكثير من بوليا وكالابريا البيزنطيتين.